# Jurij Uglicki
Jurij Wasiljewicz Uglicki (ur. 30 października 1532 r. - zm. 24 listopada 1563 r.) – książę Uglicza od 1533 z dynastii Rurykowiczów, młodszy syn Wasyla III i Heleny Glińskiej, brat cara Rosji Iwana Groźnego.

## Życiorys
Urodził się 30 października 1532 r. jako młodszy syn wielkiego księcia moskiewskiego Wasyla III i jego drugiej żony, Heleny Glińskiej. Wobec tego, iż z pierwszą żoną Sołomonią wielki książę nie doczekał się żadnego potomka mimo trwającego ponad 20 lat małżeństwa, w 1525 r. rozkazał zamknąć ją w klasztorze. W styczniu 1526 r. Wasyl poślubił Helenę Glińską.  
Tuż po przyjściu na świat Jurija pojawiły się pogłoski, że jego biologicznym ojcem jest główny koniuszy dworu wielkoksiążęcego, Iwan Owczina Tielepniew. Podobnie było 2 lata wcześniej, gdy Helena urodziła następcę tronu, Iwana. 
Wasyl III zmarł pod koniec 1533 r. Będąc na łożu śmierci zażądał, aby przyprowadzono mu obu synów. Jurij otrzymał w testamencie majątek ziemski i miasto Uglicz. Regencję nad 3-letnim nowym wielkim księciem sprawowała Helena Glińska wraz ze swoim faworytem Iwanem Tielepniewem. Jurij został sierotą w 1538 r., gdy otruto jego matkę. 
Jurij był głuchoniemy, w związku z tym nie był brany pod uwagę w kwestiach dynastycznych.  
3 listopada 1547 r. poślubił córkę bojara, Juliannę Dmitrievną Paletską. Ich jedyny syn, Wasyl, żył tylko rok.  
Jurij zmarł 24 listopada 1563 r. z nieznanych przyczyn. Rok później wdowa po nim wstąpiła do klasztoru, gdzie zmarła w 1574 r.